# Försvarlighetsrekvisit
Försvarlighetsrekvisit är när något som i vanliga fall är brottsligt, utförs under särskilda omständigheter, till exempel nödvärn, är ett försvarlighetsrekvisit för befogat våld.